# Helius spinteris
Helius spinteris är en tvåvingeart som beskrevs av Alexander 1960. Helius spinteris ingår i släktet Helius och familjen småharkrankar. Inga underarter finns listade i Catalogue of Life.